# الكلية التقنية التطبيقية للبنات بالرياض
الكلية التقنية التطبيقية للبنات بالرياض هي إحدى الكليات التقنية التابعة للمؤسسة العامة للتدريب التقني والمهني. أنشئت الكلية في عام 1443هـ / 2021 م كأول كلية تقنية تطبيقية للبنات في المملكة العربية السعودية ،ويقع مقر الكلية في حي أحد بمدينة الرياض.

## رؤية الكلية
خلق بيئة تدريبية متميزة ومتجددة لبناء مجتمع يواكب التطور التقني الحديث ويلبي احتياجات سوق العمل.

## رسالة الكلية
الإسهام الإيجابي في العمل للوصول إلى تحقيق المستهدفات بجودة عالية من خلال تطوير الموارد البشرية والمادية وتقديم البرامج التدريبية لمواكبة التطور وتحقيق التنمية المستدامة.

## التخصصات
تضم الكلية التقنية التطبيقية للبنات بالرياض اربع تخصصات وتندرج تحت تقسمين: 

### قسم تقنية الغذاء والبيئة
- تخصص السلامة والصحة المهنية

### قسم التقنية الادارية
- تخصص التجارة الالكترونية
- تخصص الخدمات اللوجستية
- تخصص التأمين